# رايموند إي. فيست
رايموند إي. فيست (بالإنجليزية: Raymond E. Feist)‏ (23 ديسمبر 1945، لوس أنجلوس في الولايات المتحدة)؛ كاتب وروائي أمريكي. درس في جامعة كاليفورنيا.

## روابط خارجية
- رايموند إي. فيست على موقع إن إن دي بي (الإنجليزية)